# Ben M'Sick
Ben M'Sick (arabiska: ابن امسيك) är ett arrondissement i Casablanca i Marocko. Antalet invånare var 131 883 vid folkräkningen 2014.